# Slap Nači
Slap Nači (那智滝, Nachi no Taki) v Načikacuuri v prefekturi Vakajama na Japonskem je eden najbolj znanih slapov na Japonskem. S padcem 133 metrov (in 13 metrov širine) je najvišji vodni slap v državi z enim neprekinjenim padcem; najvišja slapova z večkratnimi padci na Japonskem sta slapova Hanoki s 497 m (sezonski) in slapovi Šōmjō s 350 m (vse leto).
Na vrhu slapa sta dve skali, ki sta varuha slapov in šintoistično svetišče. Tu je bil tudi budistični tempelj, ki je bil uničen med obnovo Meidži (konec 19. stoletja). Številni šugenji in nedrečni zaljubljenci so skočili z vrha slapa v prepričanju, da se bodo ponovno rodili v Kanonovem raju. Vsako jutro zgodaj zjutraj šintoistični duhovnik obredno daruje slapu. Leta 1918 so ob vznožju slapa izkopali gomilo Sutra in ugotovili, da vsebuje veliko pomembnih arheoloških artefaktov, vključno s kipi, ogledali, oltarskim okovjem in cilindri Sutre. Ti so zdaj prikazani v Rjuhodenu (»dvorani zakladov«), ki je poleg pagode Sandžūdō (3-nadstropna pagoda). To gomilo so ustvarili duhovniki v času vojne, da bi skrili svoje zaklade, veliko predmetov pa je bilo zakopanih na ta način tudi zaradi prepričanja, da se konec sveta bliža na začetku 10. stoletja.
Domneva se, da v njem domuje kami, imenovan Hirjū Gongen, ki so ga častili v Kumano Nači taiša in je del Unescove svetovne dediščine »Sveta mesta in romarske poti v gorovju Ki«.